# ليوناردو بيكو
ليوناردو بيكو (بالإسبانية: Leonardo Pico)‏ (4 أكتوبر 1991 في كولومبيا - ) هو لاعب كرة قدم كولومبي في مركز الوسط. لعب مع أتلتيكو جونيور.

## روابط خارجية
- ليوناردو بيكو على موقع قاعدة بيانات كرة القدم.إي يو (الإنجليزية)
- ليوناردو بيكو على موقع Soccerway.com (الإنجليزية)
- ليوناردو بيكو على موقع عالم كرة القدم.نت (الإنجليزية)
- ليوناردو بيكو على موقع AS.com (الإسبانية)